# Condado de Colbert
El condado de Colbert es una subdivisión administrativa de Alabama, Estados Unidos. Según el censo de 2020, tiene una población de 57,227 habitantes.
Su nombre es en honor de los hermanos George y Levi Colbert, jefes de los indios Chickasaw.
La sede de condado es Tuscumbia.

## Geografía
Según la Oficina del Censo de los Estados Unidos el condado tiene un área total de 1.615 km², de los cuales 1.536 km² corresponden a tierra firme y 79 km² son agua.

### Principales autopistas
- U.S. Highway 43
- U.S. Highway 72
- State Route 20
- State Route 157
- State Route 247
- Natchez Trace Parkway

### Condados adyacentes
- Condado de Lauderdale (Alabama) - norte a través del río Tennessee
- Condado de Lawrence (Alabama) - sureste
- Condado de Franklin (Alabama) - sur
- Condado de Tishomingo (Misisipi) - oeste

### Ciudades y pueblos
- Cherokee
- Leighton
- Littleville
- Muscle Shoals
- Sheffield
- Tuscumbia

## Área no incorporada
- Allsboro

## Demografía
| Población histórica Año Población ±% 1900 22 341 — 1910 24 802 +11.0 % 1920 31 997 +29.0 % 1930 29 860 −6.7 % 1940 34 093 +14.2 % 1950 39 561 +16.0 % 1960 46 506 +17.6 % 1970 49 632 +6.7 % 1980 54 519 +9.8 % 1990 51 666 −5.2 % 2000 54 984 +6.4 % 2020 57 227 +4.1 % |           |         |
| Población histórica |           |         |
| Año | Población | ±%      |
| 1900 | 22 341    | —       |
| 1910 | 24 802    | +11.0 % |
| 1920 | 31 997    | +29.0 % |
| 1930 | 29 860    | −6.7 %  |
| 1940 | 34 093    | +14.2 % |
| 1950 | 39 561    | +16.0 % |
| 1960 | 46 506    | +17.6 % |
| 1970 | 49 632    | +6.7 %  |
| 1980 | 54 519    | +9.8 %  |
| 1990 | 51 666    | −5.2 %  |
| 2000 | 54 984    | +6.4 %  |
| 2020 | 57 227    | +4.1 %  |